# Lista de pinturas de André Reinoso
Esta é uma lista de pinturas de André Reinoso, lista não exaustiva das pinturas deste pintor, mas tão só das que como tal se encontram registadas na Wikidata.
A lista está ordenada pela data da publicação de cada pintura. Como nas outras listas geradas a partir da Wikidata, os dados cuja designação se encontra em itálico apenas têm ficha na Wikidata, não tendo ainda artigo próprio criado na Wikipédia.
André Reinoso (act. 1610-1641) foi um dos pintores lisboetas de maior destaque da primeira geração do barroco português, constituindo as suas vinte telas sobre a acção missionária de São Francisco Xavier executadas para a Companhia de Jesus “um dos mais ilustrados testemunhos de pintura portuguesa do âmbito narrativo e devocional que existem em todo o património artístico português”.
| Imagem | Título                                                                       | Data           | Retrata                                    | Coleção                         | Descrito em |
| ------ | ---------------------------------------------------------------------------- | -------------- | ------------------------------------------ | ------------------------------- | ----------- |
|        | Repouso na Fuga para o Egipto                                                | 1610           | Fuga para o Egito                          | Museu de Lamego                 |             |
|        | São Domingos e Santo António                                                 | 1610           | Domingos de Gusmão Santo António de Lisboa | Museu de Lamego                 |             |
|        | São Sebastião                                                                | 1610           | São Sebastião                              | Museu de Lamego                 |             |
|        | São Vicente Mártir                                                           | 1610           | Vicente de Saragoça                        | Museu de Lamego                 |             |
|        | Milagre de S. Francisco Xavier                                               | 1619           | Francisco Xavier                           | Igreja de São Roque             |             |
|        | S. Francisco Xavier despedindo-se de D. João III                             | 1619           |                                            | Igreja de São Roque             |             |
|        | Tempestade da viagem de S. Francisco Xavier do Japão para a Índia            | 1619           |                                            | Igreja de São Roque             |             |
|        | O Papa Paulo III recebe São Francisco Xavier                                 | 1619           | Papa Paulo III Francisco Xavier            | Museu de São Roque              |             |
|        | São Francisco Xavier inspira as tropas portuguesas contra os piratas de Aceh | 1619           |                                            | Igreja de São Roque             |             |
|        | São José e o Menino                                                          | década de 1620 | São José Menino Jesus                      | Museu de Lamego                 |             |
|        | São João Baptista                                                            | década de 1620 | João Batista                               | Museu de Lamego                 |             |
|        | Sagrada Família                                                              | 1625           | Sagrada Família                            | Museu de Alberto Sampaio        |             |
|        | Calvário                                                                     | 1630           | Crucificação de Jesus Jesus                | Diocese de Beja                 |             |
|        | Jesus entre os doutores                                                      | 1635           | Jesus entre os doutores                    | Igreja de São Roque             |             |
|        | Visão de São Francisco de Assis e os Sete Mártires de Marrocos               | 1635           | Francisco de Assis Mártires de Marrocos    | Museu Nacional de Arte Antiga   |             |
|        | Adoração dos Magos                                                           | 1635           | Adoração dos Magos                         | Igreja de São Roque             |             |
|        | Adoração dos Pastores                                                        | 1635           | Adoração dos Pastores                      | Igreja de São Roque             |             |
|        | visione di san francesco d'assisi e i sette martiri marrocchini              | século XVII    |                                            | Museu Nacional de Arte Antiga   |             |
|        | Adoração dos Pastores                                                        | 1641           | Adoração dos Pastores Menino Jesus         | Palácio Nacional de Belém       |             |
|        | Santa Paula ensina as suas freiras                                           | 1650           |                                            | Mosteiro dos Jerónimos          |             |
|        | Lamentação                                                                   | século XVII    | Lamentação de Cristo Jesus                 | Igreja de São Nicolau           |             |
|        | Pregação de S. Francisco Xavier                                              | século XVII    | Francisco Xavier                           |                                 |             |
|        | Batismo de Jesus                                                             | século XVII    | Batismo de Jesus Jesus João Batista        | Igreja de Santa Maria de Óbidos |             |
|        | Transfiguração                                                               | século XVII    | Transfiguração                             | Igreja de Santa Maria de Óbidos |             |

∑ 24 items.